# Prosoplus javanicus
Prosoplus javanicus är en skalbaggsart som beskrevs av Aurivillius 1916. Prosoplus javanicus ingår i släktet Prosoplus och familjen långhorningar. Inga underarter finns listade i Catalogue of Life.